# 사랑찬가
《사랑찬가》는 2005년 5월 14일부터 2005년 10월 2일까지 방송된 MBC 주말연속극이다.
한편, 이 드라마는 웨이트리스로 시작해서 매니저를 거쳐 외식산업에까지 뛰어들게 되는 비즈니스 우먼의 사랑을 그렸다.

## 등장 인물

### 주요 인물
- 장서희 : 오순진 역
- 전광렬 : 강새한 역
- 임지은 : 백소라 역

### 오순진네
- 임현식 : 오경준 역
- 오미연 : 김지애 역
- 선우재덕 : 오영남 역

### 강새한네
- 박근형 : 강동파 역
- 김지훈 : 강혁 역
- 정혜선 : 김난희 역

### 백소라네
- 양금석 : 주양자 역
- 최성민 : 백장태 역

### 그 외 인물
- 김민 : 홍수정 역
- 김민주 : 허진주 역
- 이주현 : 홍두식 역
- 최현 : 종훈 역
- 윤종화 : 보조주방장 태수 역
- 이민호 : 식당 종업원 역
- 강수영 : 김실장 역
- 김동현
- 고도영
- 박지영

## 결방 사유와 연속 방영
- 2005년 8월 6일 - 7시부터 25~26회 연속 방영
- 2005년 8월 7일 - 8시부터 2005년 동아시아 축구 선수권 대회 결승전 〈대한민국 VS 일본〉 중계로 인해 결방[1]
- 2005년 8월 14일 - 광복 60주년 기념 〈남북 국가대표 축구대회〉 중계로 인해 결방[2]

## 참고 사항
- 처음에는 MBC 자체제작으로 출발했으나 17회부터 외주제작으로 변경됐다.[3]
- 당초 다섯 남매의 갈등과 사랑을 다룬 《다섯손가락》이란 제목으로 방영될 예정이었으나[4] 대본 표절 시비로 방영이 미뤄졌다.[5] 그 후 시놉시스와 출연진 등 내용을 전면 수정하면서 제목도 《사랑찬가》로 변경했다.[6]
- 오순진(장서희 분)이 외식사업가로 성공하는 모습보다는 삼각관계가 부각되고, 이어 근친상간 논란까지 불러일으켰으며, 더불어 저조한 시청률에 머물자 조기 종영되었다.
- 2005년 7월 민언련 선정 ‘이달의 유감방송’에 "가족 시청시간대인 주말 저녁에 비상식적인 인물들이 거부감만 불려일으켰다"는 등의 이유를 들어 선정되는 불명예를 안았다.[7]

## 동시간대 드라마
- 한국방송공사 주말연속극

《부모님전상서》 (2004년 10월 16일 ~ 2005년 6월 5일)
《슬픔이여 안녕》 (2005년 6월 11일 ~ 2006년 1월 1일)
- SBS 주말연속극

《토지》 (2004년 11월 27일 ~ 2005년 5월 22일)
《그 여름의 태풍》 (2005년 5월 28일 ~ 2005년 9월 4일)
《하늘이시여》 (2005년 9월 10일 ~ 2006년 7월 2일)